# Aidan Sezer

a Compétitions nationales et continentales officielles uniquement.

b Matchs officiels uniquement.
Aidan Sezer, né le 24 juin 1991 à Bankstown (Australie), est un joueur de rugby à XIII australien au poste de demi de mêlée, demi d'ouverture dans les années 2010. Il fait ses débuts en National Rugby League en 2012 avec les Titans de Goald Coast puis rejoint les Raiders de Canberra en 2016 avec lesquels ils disputent la finale de la NRL en 2019.

## Biographie
Son père est d'origine turque.

## Palmarès
- Collectif : 
  - Finaliste de la National Rugby League : 2019 (Canberra Raiders).
  - Finaliste de la Super League : 2022 (Leeds).

### En club
| Saison | Club              | Compétition           | Matchs | Points | Essais | Buts | Drop |
| ------ | ----------------- | --------------------- | ------ | ------ | ------ | ---- | ---- |
| 2012   | Gold Coast Titans | National Rugby League | 18     | 31     | 4      | 7    | 1    |
| 2013   | Gold Coast Titans | National Rugby League | 22     | 156    | 1      | 75   | 2    |
| 2014   | Gold Coast Titans | National Rugby League | 13     | 63     | 4      | 23   | 1    |
| 2015   | Gold Coast Titans | National Rugby League | 18     | 115    | 3      | 51   | 1    |
| 2016   | Canberra Raiders  | National Rugby League | 24     | 30     | 5      | 5    | 0    |
| 2017   | Canberra Raiders  | National Rugby League | 24     | 40     | 4      | 12   | 0    |
| 2018   | Canberra Raiders  | National Rugby League | 18     | 21     | 2      | 6    | 1    |
| 2019   | Canberra Raiders  | National Rugby League | 18     | 16     | 3      | 0    | 4    |